# 誇り高き野望
誇り高き野望（ほこりたかきやぼう）は、村上和彦の原作・総指揮により製作されたオリジナルビデオ、ヤクザ映画。主演・武蔵拳。
また、村上和彦原作の劇画作品（1981年初出）がコミカライズとして再発され、宙出版MISSY COMICSからコンビニコミックとして刊行された。

## 概要
オリジナルビデオは2005年から6巻が製作された。『首領への道』シリーズをはじめ、映像化作品が100本を突破した村上和彦原作の新シリーズ。元来は昭和56年、日本文華社「特集漫画トピックス」に掲載されたもの。後に「昭和極道史」として単行本化。さらには竹書房からタイトルを「日本極道史 昭和編」に改題したシリーズとして再発。2006年・2007年にコンビニコミックが宙出版MISSY COMICSより発行された。
DVD『誇り高き野望1』は2種あり、特典映像が若干異なる（本編は同じ）。
劇画『首領への道』5部作完結の後に、「劇画家デビュー10周年記念作品」として本作の連載を開始。現役を引退した極道の親分から「現実のヤクザ者は、そうむやみやたらに人を殺さない。人を殺さないヤクザ物を描いて貰えないだろうか」と打診があり、ドラマ性の中での不可欠の殺人と、主人公・加納健治（武蔵拳）の生き方を完全に区別、加納健治のヤクザとしての生き方と言うよりも、人間としての生き方に比重を掛け制作された。

## 設定
- 舞台となる森田組は大阪に本拠を構える博徒系「やくざ団体」である（実在する同名組織とは無関係）。その構成は総長の徳丸房次郎（宍戸錠）を中心として、徳丸と舎弟（弟分）の盃を交わした直参の舎弟分、親子の盃を交わした直参の若衆、さらに直参のやくざが自らを兄か親とした舎弟分と若衆からなる（盃はそれ自体の重みとして舎弟分は若衆よりも位が上となる）。組織内部の序列は盃を交わす相手が総長の場合か直参の場合かにより変わり、そのまま上下関係の階層を形作る。呼称として総長と直参からなる上部団体を本家、直参以下の下部団体（構成員）を枝と呼ぶ。本作の主人公である加納健治（武蔵拳）は総長の徳丸より見た場合は、自分の子分である松浦勇吉（誠直也）の若衆であり枝の若衆に当たる。

- 舎弟分の筆頭、舎弟頭（代貸）は組の序列は№２となる。舎弟と若衆の違いは若頭の選任と親分の引退（昇格）に象徴され、親分は若衆より若頭を選ぶ。若頭は組織の日常運営を親分より委任されるが舎弟は若頭となれない。また舎弟は親分引退時の跡目資格をもたないのに比べ若衆は跡目の資格を有す。加納健治（武蔵拳）は松浦組の若頭であり、松浦勇吉（誠直也）は森田組の若頭である。

- 直参若衆が総長に昇格した場合は、同じ直参若衆だった親分は本人の意思や功績によるが新総長と舎弟分の盃を交わして相対的な位を落とすのに比べ、新総長の直参時代から支えた枝の舎弟分は本家の舎弟分となることがある。但、枝の舎弟分は自分の親分を含む本家の推薦があれば、親分が引退（昇格）しなくとも直参の若衆に昇格することができる。結果、本家内部では自分の兄貴分と同格(直参の若衆)となるが、舎弟（弟分）の盃を交わした事実が解消するわけではない。笹川光太朗（櫻木健一）は松浦勇吉（誠直也）の舎弟であったが、松浦の推薦で本家の直参若衆に昇格した。笹川や堀越良馬（ゆ～とぴあ・ピース)は松浦勇吉（誠直也）を兄貴と呼ぶし、加納健治（武蔵拳）から見た場合に彼らは叔父である。

## オリジナルビデオ
全6巻。主演・武蔵拳。

### 出演者
（カッコ内は登場話）

森田組
- 徳丸房次郎：宍戸錠（1-5）…五代目総長→隠退、名誉顧問。
- 服部一道：山本昌平（1-6）…舎弟頭→六代目特別相談役。
- 高崎敏充：桐山浩一（1-6）…舎弟頭補佐→六代目相談役。
- 駒形好夫：伊吹剛（1-6）…舎弟頭補佐→六代目相談役。
- 池島弥吉：岡崎二朗（1・2・4-6）…舎弟頭補佐→六代目相談役 / 松浦派。
- 松浦勇吉：誠直也（1-3）…若頭→舎弟頭補佐?→死亡。
- 砂川辰三郎：堀田眞三（1-6）…若頭補佐→若頭→六代目総長。
- 福留竜太：大槻博之（1・2・4-6）…若頭補佐→六代目若頭。
- 桜井善幸：グラン浜田（1・2・4-6）…若頭補佐→六代目舎弟頭補佐 / 松浦派。
- 大西清：木村木（1・2・4-6）…若頭補佐→六代目舎弟頭補佐 / 松浦派。
- 笹川光太朗：櫻木健一（1・2・4-6）…幹部→六代目相談役 / 松浦派。
- 堀越良馬：ゆ～とぴあ・ピース（4・5）…六代目幹部 / 松浦派。
- 小坂繁：？（5）…六代目幹部 / 松浦派。

└─松浦組（森田組直参）
- 松浦勇吉：誠直也（1・2・3）…組長。
- 加納健治：武蔵拳（1-6）…若頭→松浦連合会会長 / 主人公。
- 広尾鉄平：松田優（1-6）…若頭補佐→二代目組長、松浦連合会幹事長。
- 遠山幸二：清水宏次朗（1-6）…若頭補佐。
- 藤井隼人：大和武士（1-6）…若頭補佐。
- 徳武豊：？（1）…幹部＞死亡。
- 水町晃一：森田浩司（2-6）…幹部。
- 岩渕英俊：高瀬秀司（1-6）…組員。
- 若村成明：水元秀二郎（1-6）…組員。
- 組員：森本武晴（1-3）…組員。
- 八木沢剛史：風間貢（4-6）…幹部。
- 古賀誠一：倉見誠（4-6）…幹部。
- 矢田義男：？（4・6）…幹部。

└─砂川組（森田組直参）
- 砂川辰三郎：堀田眞三（1-6）…組長→小野寺へ相続。
- 小野寺慶策：金山一彦（1-6）…若頭→二代目組長、六代目森田組若頭補佐→死亡。
- 郷原義彰：唐渡亮（1-6）…若頭補佐→副組長、森田組若頭補佐→若頭代行。
- 国定正吾：？（2・6）…若頭補佐。
- 井波道明：？（2・5）…幹部。
- 大野木隆：？（2・6）…幹部。
- 組員：吉田由一（4）…組員。
- 鮫島重行：宝創男弦錦（2・5-6）…幹部。
- 唐沢直也：松岡典幸（5-6）…幹部。
- 佐郷克己：杉山和史（5-6）…幹部。

　　└─砂川組傘下
- 山本組 大城明：？（2）…組員。堂本組襲撃組織。
- 港連合会 板倉慎二：？（2）…組員。堂本組襲撃組織。
- 加賀美組 柏木軍治：仲野毅（2）…組員。堂本組襲撃組織。

堂本組
- 堂本勝頼：小西博之（2-6）…組長、六代目森田組舎弟頭。
- 東条光輝：加納竜（1・2・4）…若頭。破門・絶縁になる→死亡。
- 石下典全：武智大輔（2・3・6）…若頭補佐。
- 江波順二：？（2）…組員。
- 町田博之：？（4）…元・堂本組幹部。

城崎組
- 笠宮誠一：？（1）…若頭。死亡。
- 菊島広志：永澤俊矢（1-6）…元・幹部、一匹狼、後に加納と兄弟盃を交わす。→死亡。

城東組
- 内田恵三：武藤敬司（1-6）…幹部、桜道会副会長。
- 飯村延敬：千田孝康（1-6）…準幹部→幹部。

└─内田組（城東組直参）
- 内田恵三：武藤敬司（1-6）…組長。
- 飯村延敬：千田孝康（1-6）…舎弟頭。
- 下村ジョージ：桜井サイード（1・4-6）…組員。
- 新川：小島聡（1）…組員。
- 水島：カズ・ハヤシ（1）…組員。

大門組
- 大門仁平：小林勝彦（3）…組長。
- 南波剛介：永倉大輔（2・3・5・6）…若頭。服役中加納と知り合う。後にカタギへ。
- 影山剛司：真勝國之（3）…組員。賭場でイカサマ→死亡。

尼崎 浦川組
- 浦川岩海：川地民夫（2・3）…尼崎 浦川組組長。森田組と堂本組の取持人、森田組と大門組の仲裁人。

その他
- 高津秀夫：仁科克基（1）…広尾鉄平の義弟。
- 小夜子：上良早紀（1・3）…広尾鉄平の実妹。
- 亜也子：未來貴子（1-6）…CLUBラベールのママ。加納と交際。
- チーママ：柴田時江（1-5）…CLUBラベールのチーママ。
- 鬼倉洋介：宮内洋（1・4-6）…大阪府警 捜査四課刑事。
- 杉田直道：岡崎礼（1・4-6）…大阪府警 捜査四課刑事。
- 質屋の店員：松尾勝人（1）…社長。
- 高瀬：藤原喜明（1）…警視庁新宿署 刑事。
- 近藤：？（1）…警視庁新宿署 刑事。
- マスター：松田ケイジ（2）…ミナミにある堂本組の縄張りのキャバクラのマスター。
- 今泉：岡田真澄（2）…亜也子の元・パトロン。
- 中西康道：紅田竜（2-4）…広尾鉄平と兄弟分。加納を刑務所内でガードする為に入所。
- 坊城忠勝：デビット伊東（3・4・5）…作業場担当刑務官。
- 鴫田光雅：矢野明（4-6）…京都鴫田会会長、六代目森田組継承見届人。
- 柏木：島田洋八（4）…柏木金融社長。柏木軍治（2）の父。

- 村上和彦（4）…媒酌人。
- 鶴田さやか（4）…東条の妻。死亡。
- 志賀勝（4）…囚人。恨みから看守を殺そうとする。
- 松尾勝人（4）…刑務官。

### スタッフ
- 監督：石原興（1,4・5・6）津島勝（2）酒井信行（3）
- 制作：伊東昭典（1-3,5）飯島茂・高橋利雄・水野純一郎（4）高澤吉紀・伊東昭典（6）
- 製作総指揮：村上和彦
- 原作：村上和彦「昭和極道史」（竹書房）
- 脚本：村上和彦・白土勉・貝原クリス亮
- 製作協力：シモ・エンタープライズ、ジャパン・アート
- 企画制作：村上劇画プロ
- プロデューサー：高橋利雄・水野純一郎
- 発売：プレスト映像
- 販売：アネック

## コンビニコミック
- 村上和彦「誇り高き野望 関西幹部会編」（2006年10月19日発売 宙出版MISSY COMICS）ISBN 4-7767-2059-0
- 村上和彦「誇り高き野望 出獄の嵐編」（2007年1月19日発売 宙出版MISSY COMICS）ISBN 978-4-7767-2124-6

## 日本極道史 誇り高き戦い
木村一八『日本極道史 誇り高き戦い』全2作が1999年にリリースされている。

### 出演者
- 森田組総長：梅宮辰夫
- 森田組若頭 松浦勇吉：清水健太郎（※特別出演）
- 松浦組若頭 加納健治：木村一八
- 加納の弟分：榊原利彦
- 加納の弟分：金山一彦
- 堂本組若頭 黒沢光輝：小沢仁志

### スタッフ
- 監督：伊与田一雄
- 脚本：橋場千晶
- 音楽：遠藤浩二
- 撮影: 満井坦彦
- 発売：シネマパラダイス
- 販売：タキコーポレーション